# Attaque contre Andrii Bohomaz
Andrii Bohomaz est un civil ukrainien qui a été abattu par les forces armées russes à Izioum, dans l’oblast de Kharkiv en Ukraine, en juin 2022, lors de l'invasion russe de l'Ukraine.
Andrii Bohomaz et sa femme, Valeria Ponomarova, se sont accidentellement rendus en territoire occupé par la Russie. Le couple et leur véhicule ont été touchés par des coups de feu, avant que Valeria Ponomarova ne soit mise en sécurité par un drone militaire ukrainien.
Les forces russes ont supposé que Andrii Bohomaz était mort, mais il s'est réveillé le lendemain et s'est mis en sécurité.
La police ukrainienne poursuit un commandant russe pour tentative de meurtre. Le cinéaste Lubomir Levitski a réalisé le documentaire Follow me sur l'attaque.

## Les faits

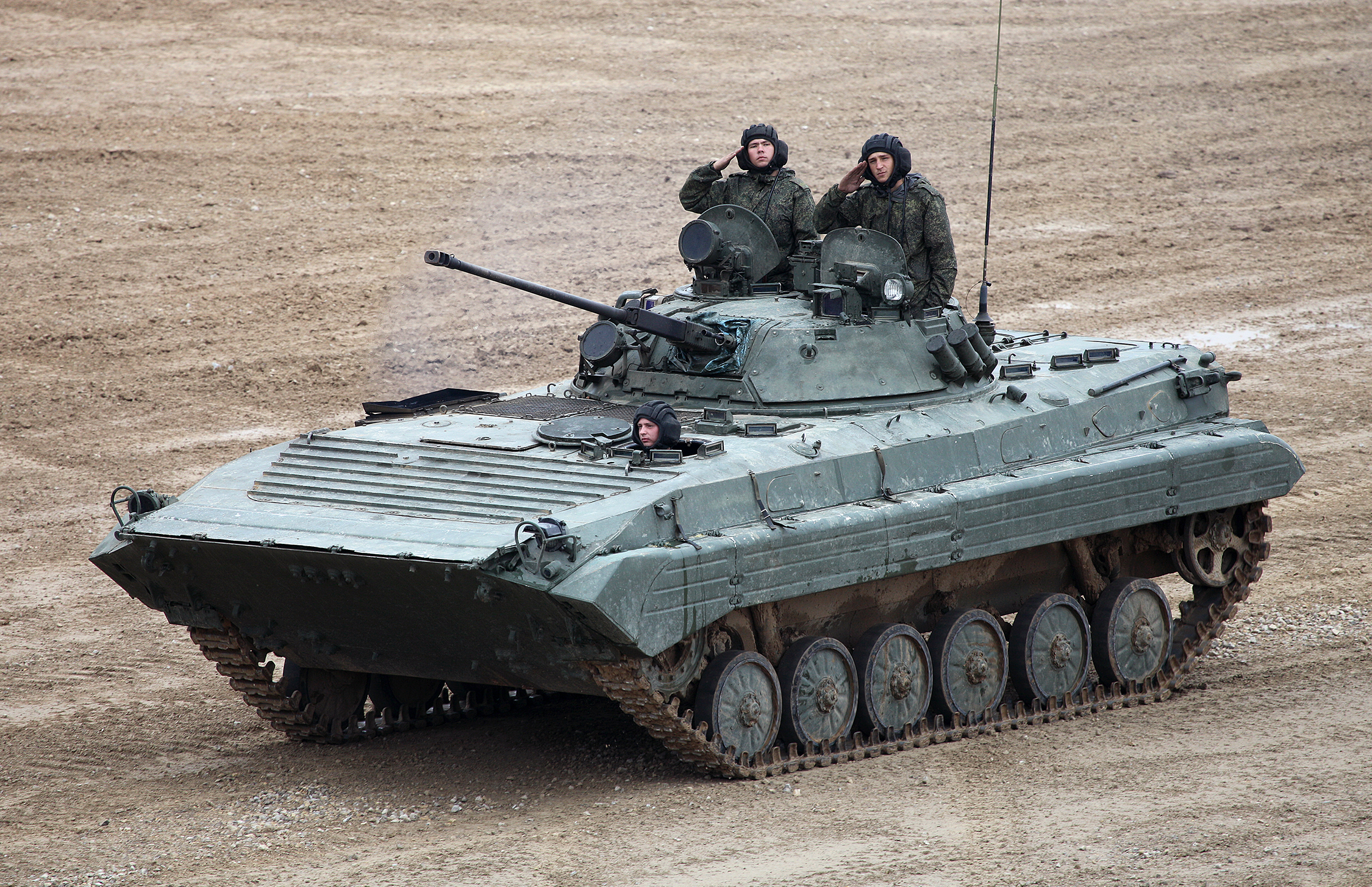
Un véhicule de combat russe BMP-2

En juin 2022, le couple marié Andrii Bohomaz et Valeria Ponomarova conduisaient leur Mazda3 à Izioum afin d'aider Andrii Bohomaz à évacuer ses parents âgés de la ville sous contrôle russe. Au cours de leur voyage, Andrii Bohomaz a accidentellement conduit sa voiture vers les lignes de front du conflit. Leur voiture a été touchée par une balle de 30 mm tirée du canon d'un véhicule de combat BMP-2.

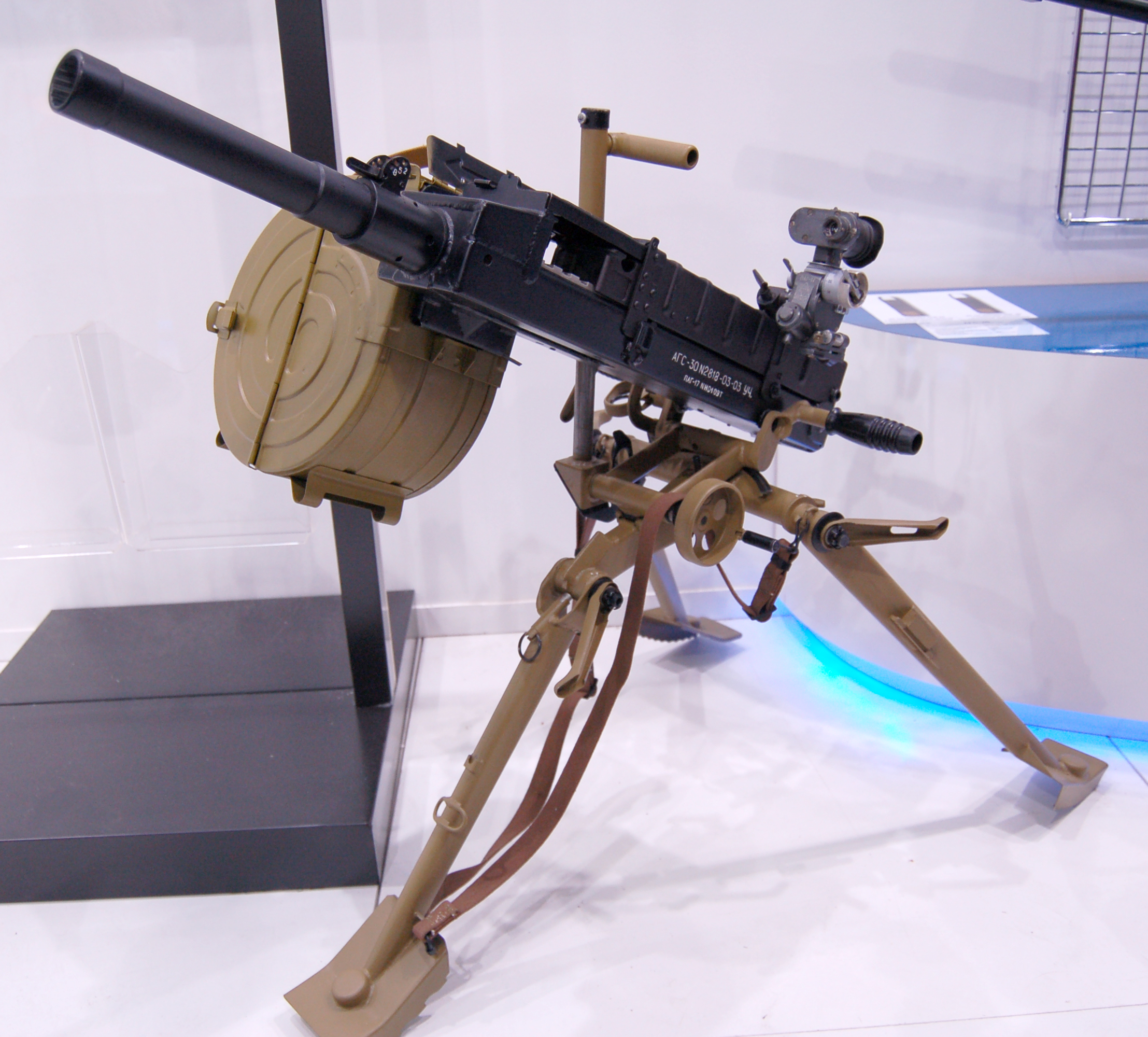
Un lance-grenades automatique russe

Le couple s'est enfui de leur voiture endommagée avant d'y retourner peu après. La voiture a subi des tirs d'un lance-grenades automatique, blessant grièvement Andrii Bohomaz à la tête et incitant le couple à sortir à nouveau de la voiture. Ponomarova a aidé Bohomaz, blessé, à se déplacer derrière la voiture. Ses blessures l'empêchaient de bouger et Ponomarova lui a administré les premiers soins, en utilisant des serviettes sur ses blessures, qui formaient une flaque de sang sur la route.
Les événements avaient été observés par un drone de reconnaissance piloté par les Forces armées ukrainiennes à proximité. L'armée ukrainienne a envoyé un deuxième drone. Ponomarova a observé le drone, ne sachant pas s'il était ukrainien ou russe. L'opérateur du drone a déplacé le drone pour tenter d'encourager Ponomarova à le suivre. Ponomarova a crié de détresse aux opérateurs de drones via son système de caméra et n'a pas compris l'intention de signalisation de l'opérateur de drones.
La batterie épuisée du drone a obligé les opérateurs à faire demi-tour. Pendant qu'il était chargé, l'opérateur du drone a écrit « Suivez-moi » en ukrainien sur un morceau de papier avec un marqueur. Il a attaché la pancarte et est retourné sur les lieux,. Ponomarova a téléphoné au frère de Bohomaz pour lui demander son avis. Ponomarova a vu le drone, mais n'a pas initialement vu le signe et n'est pas partie, et a indiqué aux opérateurs de drones le besoin d'assistance médicale de Bohomaz. Des obus russes ont continué à tomber à proximité de la scène. Après que l'opérateur du drone a abaissé le drone, elle a vu le panneau « Suivez-moi ». Après avoir reçu des conseils du frère de Bohomaz, elle a suivi le drone. Incapable de porter Bohomaz, Ponomarova l'a quitté et lui a dit qu'elle reviendrait.
Alors qu'elle s'enfuyait, des soldats russes sont arrivés sur le lieu de l'attaque et ont déplacé Bohomaz dans un fossé où ils l'ont abandonné sans qu'aucun soin ne lui soit administré.
Ponomarova a rencontré l'équipe militaire ukrainienne et a demandé à retourner chercher Bohomaz, mais ils l'ont empêchée de le faire.

## Conséquences immédiates
Un appel téléphonique entre combattants russes a été intercepté et a indiqué qu'ils avaient compris à tort que Bohomaz était mort.
30 heures plus tard, Bohomaz s'est réveillé. Il avait trente éclats d'obus dans le torse, quatre dans la tête, six dans le dos, trois dans la rate, vingt-trois dans les membres,. Sur une période de 40 minutes, s'arrêtant plusieurs fois, Bohomaz a marché jusqu'à la position ukrainienne. Les soldats ukrainiens ont été choqués qu'il ait survécu, notant ses multiples blessures. Ils ont fait une vidéo et l'ont envoyée à Ponomarova.

## Conséquences ultérieures
Plus tard, l'armée ukrainienne a libéré la zone, permettant à la police ukrainienne d'enquêter sur les lieux.
Bohomaz a subi six interventions chirurgicales.
La police ukrainienne a accusé le commandant russe Klim Kerzhaev d'avoir tiré, sur la base de leurs interceptions de son appel téléphonique à sa femme le jour de la fusillade. Kerzhaev faisait partie de la 2e division de fusiliers motorisés de la garde des forces terrestres russes. En mars 2023, Bohomaz recevait un traitement pour des blessures à la colonne vertébrale, au cerveau et à la poitrine.
Les événements présentés dans le documentaire Follow Me de 2022, produit par le réalisateur ukrainien Lubomir Levitski,.

## Sources et références
1. 1 2 3 4 5 6 7 8 9 10 11 12  Follow me (documentaire), 2022
2. 1 2 3 4 5 6 7 8  (en) Rebecca Wright,Ivan Watson,Olha Konovalova,Tom Booth, « 'I killed a man today': Russian soldier accused of war crimes in absentia after audio files intercepted », sur CNN, 21 mars 2023 (consulté le 20 juillet 2023)
3. 1 2 3  (en) « Watch: Video shows what Ukrainians are calling a war crime by Russia | CNN », 21 mars 2023 (consulté le 20 juillet 2023)
4. ↑  (uk) « Унікальна рятувальна операція ЗСУ: солдата РФ звинуватили у злочинах, знятих дроном (відео) » [archive du 22 mars 2023], ФОКУС,‎ 21 mars 2023 (consulté le 22 mars 2023)
5. ↑  (no) Gjerstad et Mellingen, « Mens mannen ligger skutt i veikanten kommer en drone med en mystisk lapp » [archive du 23 mars 2023], TV 2 (Norway), 23 mars 2023 (consulté le 24 mars 2023)
6. ↑  (en-GB) Agapiou, « Protests and events in Cyprus to mark one year since Russia’s invasion of Ukraine » [archive du 4 mars 2023], Cyprus Mail, 24 février 2023 (consulté le 22 mars 2023)
7. ↑  (da) « Ægtepar drejede forkert ved frontlinjen - nu er optagelse blevet vigtigt bevis - TV 2 » [archive du 22 mars 2023], TV 2 (Denmark), 22 mars 2023 (consulté le 22 mars 2023)